# В окопах не буває атеїстів
«В око́пах не бува́є атеї́стів» (також «Не буває атеїстів в окопах», «В окопах немає атеїстів» (англ. There are no atheists in foxholes, див. foxholes) — афоризм, який стверджує, що під час крайнього стресу або страху, наприклад, у випадку смертельної небезпеки за участю у військових діях, всі люди будуть вірити у вищі сили або сподіватися на їх втручання.

## Походження
Точне походження вислову залишається невідомим. Різні джерела називають капелана Вільяма Т. Каммінгса (під час битви за Батаан 1942 року), підполковника Вільяма Кліру і підполковника Вільяма Кессі, афоризм також приписується журналісту Ерні Пайлу. У художніх творах вислів вперше було використано у фільмі «Острів Вейк» 1942 року.

## Використання
Загалом афоризм використовується для опису положення, в якому опиняються вояки на війні (можлива незначна модифікація, наприклад, «не буває атеїстів в окопах під вогнем» у пісні Єгора Лєтова «Про дурачка»), але часто фраза буває адаптована і до інших небезпечних ситуацій (наприклад, «немає атеїстів на потопаючому кораблі»).

## Критика з боку атеїстів
Альпініст Джо Сімпсон, автор книги «Торкаючись порожнечі» і виконавець однієї з ролей у створеному за її мотивами документальному фільмі, дає свою відповідь на афоризм.
«Я лежав на дні ущелини зі зламаною ногою. Мої думки були такими: «Я абсолютно переконаний, що я сам по собі, що ніхто не врятує мене». Я був вихований у побожній католицькій родині. Я давно припинив вірити в Бога. Мені завжди було цікаво, якщо насправді станеться халепа, чи можу я, під тиском болю, сказати кілька разів «Діва Марія» і додати: «Витягни мене звідси». Цей вислів жодного разу не приходив мені в голову. Це означало, що я дійсно не вважаю, і я думаю, що коли ти помреш, ти помреш, от і все, немає ніякого загробного життя»
Американський письменник-фантаст Джеймс Морров відповів на цей афоризм наступними словами:
«В окопах немає атеїстів» — це не аргумент проти атеїстів, це аргумент проти окопів.

## Пам'ятник
Американський фонд «Воля від релігії» міста Медісон, столиці штату Вісконсин, встановив пам'ятник, таким чином висловивши свою незгоду з висловом «В окопах не буває атеїстів». Напис на постаменті говорить:
«На згадку про атеїстів в окопах і незліченних вільнодумців, що служили нашій країні з честю і відзнакою.
Національний фонд „Воля від релігії“ сподівається, що в майбутньому людство зможе навчитися уникати будь-якої війни.»